# 三菱・レイダー
レイダー (Raider ) は、クライスラーが生産し、三菱自動車工業が販売していたピックアップトラックである。

## 歴史
2004年1月、デトロイトモーターショーにてコンセプトモデルである「スポーツ トラック コンセプト」が出展された。
2005年1月、デトロイトモーターショーにて「レイダー」を発表。クライスラーのダッジ・ダコタの姉妹車で、同社のミシガン工場で生産されていた。
2005年9月23日、販売開始。エンジンは2種類のガソリンエンジンで、4.7L V8と3.7L V6を搭載している。
2009年、生産中止。
2010年、在庫販売が終了。

## 年間販売台数
| 年   | 販売台数 |
| ---- | -------- |
| 2005 | 2,715    |
| 2006 | 7,156    |
| 2007 | 7,479    |
| 2008 | 3,349    |
| 2009 | 1,188    |
| 2010 | 3        |

(source: Facts & Figures 2008, Facts & Figures 2011, Mitsubishi Motors website)